# Station Hinnerup
Station Hinnerup is een station in Hinnerup in de  Deense gemeente Favrskov. Het station ligt aan de lijn Århus - Aalborg. Het wordt tevens bediend door de treinen tussen Århus en Struer.  